# Sanderia
Sanderia Goette, 1886 è un genere di meduse appartenenti alla famiglia Pelagiidae.

## Tassonomia
In questo genere sono riconosciute soltanto 2 specie:
- Sanderia malayensisGoette, 1886
- Sanderia pampinosusGershwin & Zeidler, 2008